# Celypha cespitana
Celypha cespitana es una especie de polilla del género Celypha, tribu Olethreutini, familia Tortricidae. Fue descrita científicamente por Hübner en 1817.
La envergadura es de unos 15 milímetros. Se distribuye por Europa.